# Championnat du Portugal de football de deuxième division 2010-2011
Navigation
Saison précédente Saison suivante
La saison 2010–2011 du championnat du Portugal de D2 est la 21e. 16 équipes concourent pour ce championnat, 12 étaient déjà présentes lors de la saison 2009–2010, deux ont été promues de II Divisão (D3) et deux ont été reléguées vers la Liga Sagres 2009–2010. Le ballon officiel est le Adidas Jabulani.

## Changements en 2010–2011
Équipes reléguées de Liga Sagres 2009–2010
- 15e place : Belenenses
- 16e place : Leixões

Équipes promues en Liga Zon Sagres 2010-2011
- Champions : Beira-Mar
- Deuxième : Portimonense

Équipes promues de II Divisão (D3)
- Champions : Arouca
- Deuxième : Moreirense

Équipes reléguées en II Divisão (D3)
- 15e place : Chaves
- 16e place : Carregado

| Club             | Ville                | Stade                                     | Capacité |
| ---------------- | -------------------- | ----------------------------------------- | -------- |
| FC Arouca        | Arouca               | Estádio Municipal de Arouca               | 2,500    |
| CF Os Belenenses | Lisbonne             | Stade du Restelo                          | 32 500   |
| SC Covilhã       | Covilhã              | Complexo Desportivo da Covilhã (en)       | 3,000    |
| CD Aves          | Vila das Aves        | Estádio do CD das Aves (en)               | 10,250   |
| Estoril Praia    | Estoril              | Stade António Coimbra da Mota             | 8,000    |
| Fátima           | Fátima               | Estádio Municipal de Fátima               | 1,545    |
| Feirense         | Santa Maria da Feira | Estádio Marcolino de Castro               | 4,667    |
| Freamunde        | Freamunde            | Complexo Desportivo de Freamunde          | 5,000    |
| Gil Vicente FC   | Barcelos             | Complexo Desportivo Municipal de Barcelos | 12,374   |
| Moreirense FC    | Moreira de Cónegos   | Comendador Joaquim De Almeida Freitas     | 9,000    |
| Leixões SC       | Matosinhos           | Estádio do Mar                            | 16,035   |
| UD Oliveirense   | Oliveira de Azeméis  | Estádio Carlos Osório                     | 9,100    |
| Penafiel         | Penafiel             | Estádio Municipal 25 de Abril (en)        | 7,000    |
| Santa Clara      | Ponta Delgada        | Estádio de São Miguel (en)                | 15,277   |
| Trofense         | Trofa                | Estádio do CD Trofense (en)               | 3,164    |
| Varzim SC        | Póvoa de Varzim      | Estádio do Varzim (pt)                    | 11,000   |

### Changements d'entraîneur
| Équipe           | Entraîneur partant | Type de départ  | Date de départ   | Classement | Entraîneur recruté | Date d'arrivée   | Classement |
| ---------------- | ------------------ | --------------- | ---------------- | ---------- | ------------------ | ---------------- | ---------- |
| CF Os Belenenses | Rui Gregório       | Contrat résilié | 20 novembre 2010 | 12e        | José Mota          | 20 novembre 2010 | en cours   |
| CD Fátima        | Diamantino Miranda | Contrat résilié | 27 octobre 2010  | 16e        | João Sousa         | 30 octobre 2010  | en cours   |
| CD Aves          | Micael Siqueira    | Contrat résilié | 24 octobre 2010  | 13e        | Vítor Oliveira     | 30 octobre 2010  | en cours   |

## Équipes à l'été 2010
| Équipe                    | Entraîneur          | Kit Manufacturer | Sponsor                        |
| ------------------------- | ------------------- | ---------------- | ------------------------------ |
| FC Arouca                 | Henrique Nunes      | Lacatoni (pt)    | Estabelecimentos Cavadinha     |
| CF Os Belenenses          | Rui Gregório        | Macron           |                                |
| Covilhã                   | João Domingos Pinto | Desportreino     | Natura IMB Hotels              |
| Clube Desportivo das Aves | Micael Sequeira     | Alitecno         | Transportes Freitas            |
| Estoril Praia             | Vinícius Eutrópio   | Nike             | Casino Estoril                 |
| Fátima                    | Diamantino Miranda  | Lacatoni (pt)    | Lena Construções               |
| Feirense                  | Quim Machado        | Hummel           | Patrícios                      |
| Freamunde                 | Nicolau Vaqueiro    | Lacatoni (pt)    | Capital do Móvel               |
| Gil Vicente               | Paulo Alves         | MadSport         | Givec                          |
| Moreirense FC             | Jorge Casquilha     | Lacatoni (pt)    |                                |
| Leixões SC                | Augusto Inácio      | SportZone        | Cepsa                          |
| Oliveirense               | Pedro Miguel        | Macron           | Simoldes (en)                  |
| FC Penafiel               | Lázaro Oliveira     | Desportreino     | Restradas                      |
| Santa Clara               | Bruno Moura         | Lacatoni (pt)    | Banco Internacional do Funchal |
| Trofense                  | Porfírio Amorim     | Lacatoni (pt)    | Ricon                          |
| Varzim SC                 | EduardoEsteves      | Lacatoni (pt)    |                                |

## Classement
Les 16 équipes se rencontrent 2 fois .

Les 2 premières sont promues. Les 2 dernières sont reléguées.
En cas d'égalité
1. Face-à-face
2. Différence de buts lors des face-à-face
3. Nombre de buts marqués lors des face-à-face
4. Différence de buts générale
5. Buts marqués (général)

|     | Équipe               | Pts | J  | V  | N  | D  | BP | BC | +/- | Notes                           |
| --- | -------------------- | --- | -- | -- | -- | -- | -- | -- | --- | ------------------------------- |
| 1.  | Gil Vicente FC       | 55  | 30 | 15 | 10 | 5  | 55 | 38 | +17 | Promu en Liga Sagres 2011-2012  |
| 2.  | CD Feirense          | 55  | 30 | 17 | 4  | 9  | 41 | 31 | +10 | Promu en Liga Sagres 2011-2012  |
| 3.  | CD Trofense          | 54  | 30 | 15 | 9  | 6  | 41 | 27 | +14 |                                 |
| 4.  | UD Oliveirense       | 45  | 30 | 12 | 9  | 9  | 36 | 35 | +1  |                                 |
| 5.  | FC Arouca (P)        | 43  | 30 | 11 | 10 | 9  | 47 | 41 | +6  |                                 |
| 6.  | Leixões SC (R)       | 42  | 30 | 10 | 12 | 8  | 35 | 27 | +8  |                                 |
| 7.  | Moreirense FC (P)    | 40  | 30 | 10 | 10 | 10 | 36 | 41 | -5  |                                 |
| 8.  | CD Aves              | 40  | 30 | 10 | 10 | 10 | 35 | 31 | +4  |                                 |
| 9.  | CD Santa Clara       | 38  | 30 | 10 | 8  | 12 | 26 | 29 | -3  |                                 |
| 10. | Estoril Praia        | 38  | 30 | 9  | 11 | 10 | 36 | 31 | +5  |                                 |
| 11. | SC Freamunde         | 37  | 30 | 8  | 13 | 9  | 37 | 39 | -2  |                                 |
| 12. | FC Penafiel          | 36  | 30 | 9  | 9  | 12 | 37 | 44 | -7  |                                 |
| 13. | CF Os Belenenses (R) | 35  | 30 | 8  | 11 | 11 | 33 | 36 | -3  |                                 |
| 14. | SC Covilhã           | 32  | 30 | 9  | 5  | 16 | 32 | 48 | -16 |                                 |
| 15. | Varzim S.C           | 31  | 30 | 6  | 13 | 11 | 38 | 48 | -10 | Relégué en II Divisão 2011-2012 |
| 16. | C.D Fátima           | 23  | 30 | 5  | 8  | 17 | 29 | 49 | -20 | Relégué en II Divisão 2011-2012 |

## Meilleurs buteurs
| Range | Joueur          | Club             | Buts |
| ----- | --------------- | ---------------- | ---- |
| 1     | Bock            | SC Freamunde     | 15   |
| 2     | Henri Antchouet | Moreirense FC    | 12   |
| 3     | Kiko            | FC Arouca        | 11   |
| 3     | Jérémie N'jock  | FC Arouca        | 11   |
| 3     | Miguel Rosa     | CF Os Belenenses | 11   |
| 6     | Alex Afonso     | Estoril Praia    | 10   |
| 6     | Rafael Lopes    | Varzim S.C       | 10   |
| 6     | Zé Luís         | Gil Vicente FC   | 10   |
| 6     | Michel          | FC Penafiel      | 10   |